# Steve Yzerman
Stephen Gregory „Steve“ Yzerman (* 9. Mai 1965 in Cranbrook, British Columbia) ist ein ehemaliger kanadischer Eishockeystürmer. Ab 1983 spielte er für die Detroit Red Wings in der National Hockey League und gewann in seiner 23 Jahre andauernden Karriere drei Mal den Stanley Cup, die olympische Goldmedaille 2002 sowie mehrere individuelle Auszeichnungen. Durch seine 20-jährige Amtszeit als Mannschaftskapitän in Detroit, die längste in der Geschichte der NHL, war er in der gesamten Liga als Führungspersönlichkeit angesehen und erhielt den Spitznamen „The Captain“. Nach seiner aktiven Karriere war er von 2010 bis 2018 als General Manager der Tampa Bay Lightning aktiv, bevor er in dieser Position im April 2019 zu den Detroit Red Wings zurückkehrte. Zwischen 2006 und Mai 2010 war er zudem als Vizepräsident der Detroit Red Wings tätig und arbeitete auch auf unterschiedlichen Funktionärsposten für die kanadische Nationalmannschaft.

## Karriere

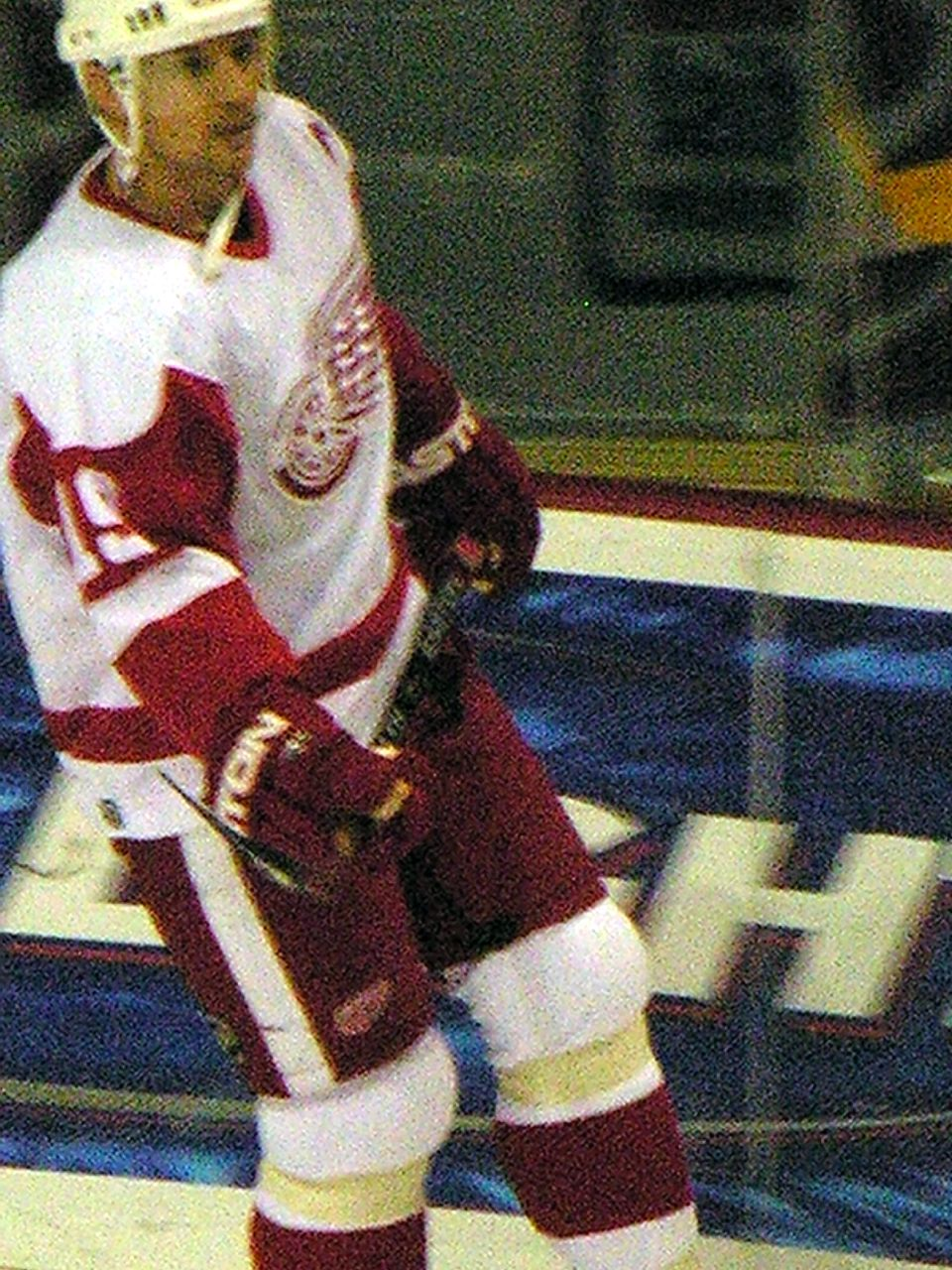
Steve Yzerman im Trikot der Detroit Red Wings

### Der Anfang
Steve Yzerman begann seine Karriere 1981 in der kanadischen Juniorenliga OHL bei den Peterborough Petes. Gleich in seiner ersten Saison erzielte er 64 Punkte in 58 Spielen. Die Marke konnte er im Jahr darauf auf 91 Punkte verbessern. Auf Grund seiner guten Leistungen wurde er von den Detroit Red Wings in der ersten Runde des NHL Entry Draft 1983 an Position vier gezogen.
Die Red Wings, die zu den Original Six gehören, machten zu dem Zeitpunkt eine schwierige Phase durch. In den vergangenen 17 Jahren erreichten sie nur zweimal die Playoffs und waren weit entfernt vom Glanz vergangener Jahre. Das sollte sich mit Steve Yzerman ändern.
Sein erstes NHL-Spiel bestritt er am 5. Oktober 1983 und erzielte dabei sein erstes Tor. In seiner ersten Saison führte er die Kategorien meiste Assists (48) und Punkte (87) für NHL-Rookies an. Von der Zeitung Sporting News wurde er als „Rookie of the Year“ ausgezeichnet. Nachdem die Red Wings fünf Mal in Folge die Playoffs verpasst hatten, gelang ihnen in Yzermans Debüt-Saison der Einzug wieder.

### Der Aufstieg
1986/87 wurde Steve Yzerman als 21-Jähriger der bisher jüngste Kapitän für die Detroit Red Wings. In der Saison 1988/89 stellte Yzerman mit 155 Punkten (65 Tore, 90 Assists) einen persönlichen Rekord auf. Für seine großartige Saisonleistung wurde er mit dem Lester B. Pearson Award als bester Spieler der NHL ausgezeichnet. Auf einen Mannschaftserfolg musste er aber noch einige Zeit warten.
1993 übernahm Scotty Bowman den Trainerposten in Detroit. Bowman hatte mit Montreal und Pittsburgh bereits sechs Stanley Cups gewonnen und sollte die wieder in den Playoffs etablierten Red Wings zum Gewinn des Stanley Cup führen. Yzerman war 1993 frustriert, da er die Führungspersönlichkeit in Detroit war, der große Erfolg aber noch ausblieb und dadurch besonders auf ihm die Hoffnungen der Fans und somit auch der Druck lastete. Unter anderem wurde diskutiert, ob man ihn zu einem anderen Team transferieren sollte. Bowman stellte schließlich das Spiel von Yzerman um. Während er in den ersten zehn Jahren seiner Karriere hauptsächlich in der Offensive Akzente setzte und zu den besten Scorern gehörte, ließ ihn Scotty Bowman viel defensiver spielen. Dadurch sank zwar seine Punkteausbeute, aber er entwickelte sich zu einem der besten Zwei-Wege-Stürmer der Liga und das Spiel des Teams wurde dadurch effektiver.

### Auf dem Weg zum Stanley Cup
1994/95 streckten die durch Yzerman angeführten Red Wings zum ersten Mal die Hände nach dem Stanley Cup aus, als sie im Finale gegen die New Jersey Devils klar in vier Spielen verloren.
Doch 1997 war es endlich so weit und „The Captain“, wie Yzerman genannt wurde, gewann mit den Detroit Red Wings zum ersten Mal wieder den Stanley Cup nach über 40 Jahren. In der darauf folgenden Saison 1997/98 konnten die Red Wings den Erfolg wiederholen und Yzerman wurde mit der Conn Smythe Trophy als wertvollster Spieler in den Playoffs ausgezeichnet. Yzerman hatte mit 24 Punkten in 22 Playoff-Spielen deutlichen Anteil am Erfolg.
2000 folgte noch die Auszeichnung als bester Defensiv-Stürmer mit der Frank J. Selke Trophy.

### Verletzungssorgen und Erfolge
2000/01 fiel er zum Ende der Saison aus, da er sich das Bein brach, doch er kämpfte sich zurück und konnte immerhin noch ein Playoff-Spiel absolvieren.
Im Jahr 2002 hatte Yzerman erneut Verletzungssorgen. Unter anderem diagnostizierte man, dass kaum noch Knorpel an einem Knie vorhanden waren. Teamkameraden beobachteten ihn, wie er beim Treppensteigen mit dem gesunden Bein zuerst eine Stufe nahm und das verletzte Bein hinterherzog. Trotz der Schmerzen konnte er 2002 noch einmal den Stanley Cup in die Luft stemmen und war mit 23 Punkten sogar einer der Top-Scorer der Red Wings in den Playoffs. Im selben Jahr gewann er auch mit dem Team Canada bei den Olympischen Winterspielen die Goldmedaille.
Aufgrund dessen, dass er trotz der Verletzung alles gab und den Stanley Cup praktisch auf einem Bein gewann, wurde er 2003 mit der Bill Masterton Memorial Trophy ausgezeichnet, die an den Spieler verliehen wird, der durch Ausdauer, Hingabe und Fairness in und um das Eishockey herausragte.
2002/03 musste er sich einer Knieoperation unterziehen und konnte daher nur 16 Spiele absolvieren. Im Jahr darauf musste er während der Playoffs eine Augenverletzung hinnehmen.

### Abschied
Er gab im Herbst 2005 bekannt, dass er auf eine Teilnahme an den Olympischen Winterspielen 2006 verzichtet. Daraufhin erklärte Wayne Gretzky, Teammanager vom Team Canada, dass die Nummer 19 des kanadischen Teams zu Ehren von Steve Yzerman nicht mehr vergeben wird.
In der Saison 2005/06 zeigten sich die Red Wings als Top-Favorit auf den Meistertitel, als sie die Reguläre Saison als beste der 30 Mannschaften abschlossen. Doch bereits in der ersten Runde der Playoffs war der Traum vom vierten Stanley Cup innerhalb von zehn Jahren vorbei. Detroit scheiterte an den Edmonton Oilers nach sechs Spielen mit 2-4.
Steve Yzerman beendete am 3. Juli 2006 seine eindrucksvolle Karriere im Alter von 41 Jahren. 20 Jahre lang führte er die Detroit Red Wings als Kapitän aufs Eis und war damit länger als jeder andere Spieler in der Geschichte der NHL Kapitän eines Teams.
Kein Spieler kann mit dem Wiederaufstieg der Red Wings so sehr in Zusammenhang gebracht werden, wie Steve Yzerman. Er kam 1983 zu den Red Wings, die gerade zum fünften Mal in Folge die Playoffs verpasst hatten. Mit Steve Yzerman passierte dies nur noch zwei Mal. Unter seiner Führung etablierte sich das Team in den neunziger Jahren wieder an der Spitze der NHL und konnte erneut den Stanley Cup gewinnen.

### Ehrungen nach dem Karriereende

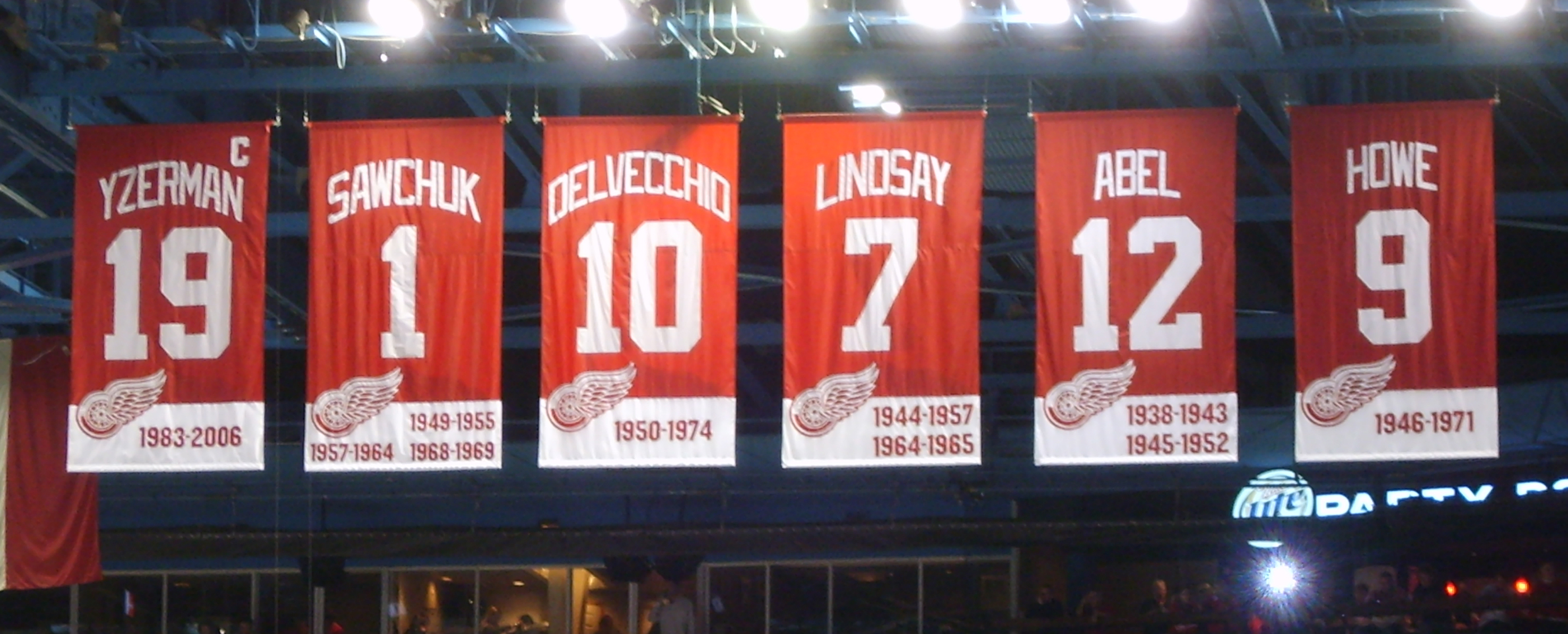
Steve Yzermans Banner mit der Nummer 19 und dem „C“ an der Decke der Joe Louis Arena neben den gesperrten Nummern weiterer verdienter Spieler der Red Wings

Am 6. November 2006 erhielt Steve Yzerman die Lester Patrick Trophy, die für besondere Verdienste um den Eishockeysport in den USA bzw. der NHL verliehen wird.
Am 2. Januar 2007 wurde vor dem Spiel der Red Wings gegen Anaheim in einer feierlichen Zeremonie zu Ehren von Steve Yzerman ein Banner mit seiner Nummer 19 an die Hallendecke der Joe Louis Arena gehängt. Neben der Nummer 19 und seinem Namen ist auch ein „C“ auf dem Banner zu sehen, da er lange Jahre „The Captain“ war. Bei der Zeremonie waren auch ehemalige Red-Wings-Spieler und Eishockeygrößen anwesend, wie Gordie Howe, Mike Vernon, Larry Murphy, Brett Hull, Alex Delvecchio, Wladimir Konstantinow, Ted Lindsay, Bob Probert und Igor Larionow. Die Nummer 19 wird an keinen Spieler der Red Wings mehr vergeben.
Am 13. Januar 2007, vor dem Spiel gegen die Chicago Blackhawks, deklarierte Michigans Governor Jennifer Granholm in der Joe Louis Arena den 13. Januar zum Steve Yzerman Day in ganz Michigan. Weitere Ehrungen folgten am 12. Januar 2008 mit der Aufnahme in die Sports Hall of Fame von Yzermans Heimatstadt Ottawa und am 11. Februar 2008 mit der Aufnahme in die Michigan Sports Hall of Fame.
2009 wurde er mit der Aufnahme in die Hockey Hall of Fame geehrt.

### Tätigkeit im Management

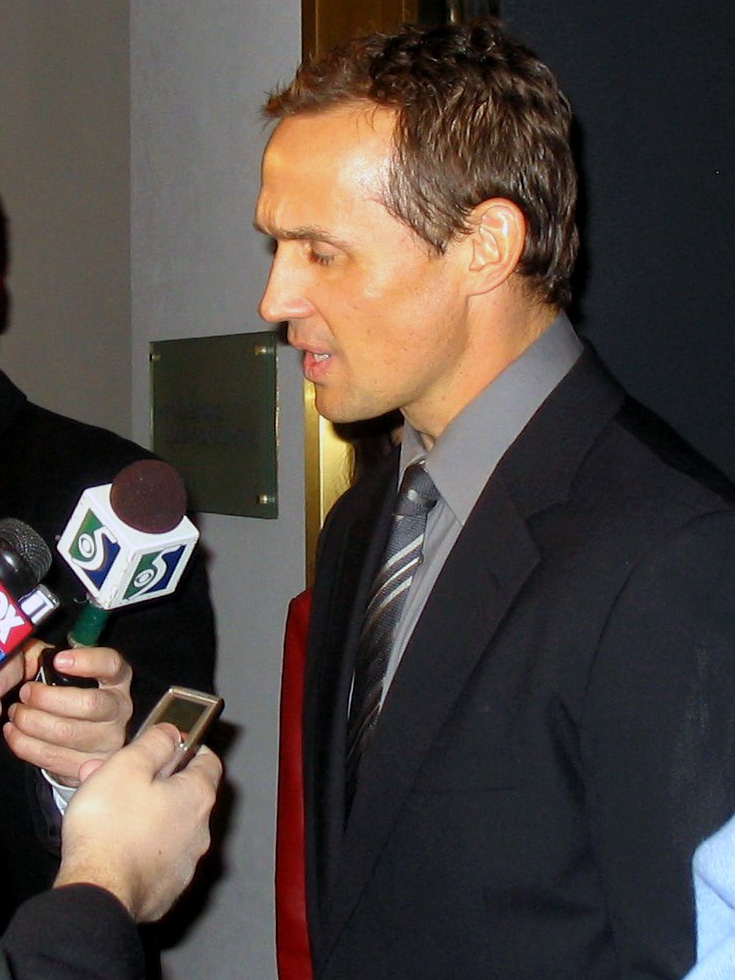
Yzerman bei seiner Aufnahme in die Michigan Sports Hall of Fame

Ab dem 25. September 2006 war Steve Yzerman Vize-Präsident der Detroit Red Wings und arbeitete dort an der Seite von General Manager Ken Holland.
Am 30. Januar 2007 gab der kanadische Eishockeyverband Hockey Canada bekannt, dass Yzerman bei der Weltmeisterschaft in Russland als General Manager der Nationalmannschaft fungieren wird. Team Canada gewann das erste Spiel des Turniers Ende April gegen Deutschland nur knapp mit 3-2, spielte in den folgenden Spielen immer besser und gewann schließlich den Weltmeistertitel, den Yzerman als Spieler nie gewinnen konnte. Auch bei der Weltmeisterschaft 2008 in Kanada übernahm Steve Yzerman den Posten als General Manager. Ihm zur Seite standen dabei als Assistenten sein ehemaliger Mitspieler Luc Robitaille und Doug Armstrong. Erneut gelang es ein gutes Team zusammenzustellen und Team Canada zog bis ins Finale ein, wo sie jedoch der russischen Nationalmannschaft nach Verlängerung unterlegen waren.
Im Oktober 2008 entschied der kanadische Eishockeyverband, dass Yzerman Executive Director des kanadischen Nationalteams für die Olympischen Winterspiele 2010 im eigenen Land werden soll. Auf dieser Position ist er zuständig für die Organisation der Mannschaft sowie die Auswahl der Trainer und Spieler für das olympische Turnier.
Seit dem 25. Mai 2010 ist Steve Yzerman General Manager und Vize-Präsident der Tampa Bay Lightning. Nach der Saison 2014/15 wurde er mit dem NHL General Manager of the Year Award geehrt. Nach acht Jahren trat er im September 2018 als General Manager des Teams zurück und übergab das Amt an seinen Assistenten Julien BriseBois. Vorerst blieb er Tampa jedoch als Berater erhalten, bevor er im April 2019 als neuer General Manager der Detroit Red Wings vorgestellt wurde und somit an seine langjährige Wirkungsstätte zurückkehrte.

## Zitate
„He was the face of the Detroit Red Wings for the past 20 years and will be remembered as one of the best players and leaders that ever played the game of hockey. (Er war das Gesicht der Detroit Red Wings in den letzten 20 Jahren und wird in Erinnerung bleiben als einer der besten Spieler und Anführer, die es jemals im Eishockeysport gab)“

## Erfolge und Auszeichnungen

### Als Spieler
| - 1984 NHL All-Star Game - 1984 NHL All-Rookie Team - 1987 NHL-Spieler des Monats Dezember - 1988 NHL All-Star Game - 1988 NHL-Spieler des Monats November - 1989 NHL All-Star Game - 1989 Lester B. Pearson Award - 1990 NHL All-Star Game - 1991 NHL All-Star Game - 1992 NHL All-Star Game - 1993 NHL All-Star Game - 1993 NHL-Spieler des Monats Februar - 1997 NHL All-Star Game | - 1997 Stanley-Cup-Gewinn mit den Detroit Red Wings - 1998 Stanley-Cup-Gewinn mit den Detroit Red Wings - 1998 Conn Smythe Trophy - 1999 NHL All-Star Game (verletzungsbedingte Absage) - 2000 NHL All-Star Game - 2000 Frank J. Selke Trophy - 2000 NHL First All-Star Team - 2002 Stanley-Cup-Gewinn mit den Detroit Red Wings - 2003 Bill Masterton Memorial Trophy |

#### International
| - 1983 Bronzemedaille bei der Junioren-Weltmeisterschaft - 1984 Goldmedaille beim Canada Cup - 1985 Silbermedaille bei der Weltmeisterschaft - 1989 Silbermedaille bei der Weltmeisterschaft - 1989 All-Star-Team der Weltmeisterschaft | - 1990 All-Star-Team der Weltmeisterschaft - 1990 Bester Stürmer der Weltmeisterschaft - 1996 Zweiter Platz beim World Cup of Hockey - 2002 Goldmedaille bei den Olympischen Winterspielen |

### Als Funktionär
| - 2007 Goldmedaille bei der Weltmeisterschaft (General Manager von Kanada) - 2008 Silbermedaille bei der Weltmeisterschaft (General Manager von Kanada) - 2008 Stanley-Cup-Gewinn mit den Detroit Red Wings (als Vizepräsident) | - 2010 Goldmedaille bei den Olympischen Winterspielen (General Manager von Kanada) - 2015 NHL General Manager of the Year Award |

### Sonstiges
- 2006 Lester Patrick Trophy
- 2009 Aufnahme in die Hockey Hall of Fame
- 2014 Aufnahme in die IIHF Hall of Fame
- 2014 Order of Hockey in Canada

## Karrierestatistik

### International
Vertrat Kanada bei:
| - Junioren-Weltmeisterschaft 1983 - Canada Cup 1984 - Weltmeisterschaft 1985 - Weltmeisterschaft 1989 | - Weltmeisterschaft 1990 - World Cup of Hockey 1996 - Olympische Winterspiele 1998 - Olympische Winterspiele 2002 |

(Legende zur Spielerstatistik: Sp oder GP = absolvierte Spiele; T oder G = erzielte Tore; V oder A = erzielte Assists; Pkt oder Pts = erzielte Scorerpunkte; SM oder PIM = erhaltene Strafminuten; +/− = Plus/Minus-Bilanz; PP = erzielte Überzahltore; SH = erzielte Unterzahltore; GW = erzielte Siegtore; 1 Play-downs/Relegation; Kursiv: Statistik nicht vollständig)

## Rekorde

### NHL
- Platz 6 als bester Scorer (Saison) aller Zeiten mit 1755 Punkten
- Platz 8 als bester Scorer (Playoff) aller Zeiten mit 185 Punkten
- Platz 8 als bester Torschütze (Saison) aller Zeiten mit 692 Toren
- Platz 7 als bester Vorlagengeber (Saison) aller Zeiten mit 1063 Assists
- Am längsten im Amt befindlicher Mannschaftskapitän in der Geschichte der NHL (1986 bis 2006)

### Detroit Red Wings
- Bester Vorlagengeber (Saison) aller Zeiten mit 1063 Assists
- Bester Scorer (Playoff) aller Zeiten mit 185 Punkten
- Bester Torschütze (Playoff) aller Zeiten mit 70 Toren
- Meiste Tore in einer Saison mit 65 Toren
- Meiste Vorlagen in einer Saison mit 90 Assists
- Meiste Punkte in einer Saison mit 155 Punkten
- Meiste Punkte als Rookie mit 87 Punkten